# Belebtheitshierarchie
Die Belebtheitshierarchie (nach Silverstein 1976; auch die engl. Bezeichnung animacy hierarchy wird im deutschsprachigen Raum mitunter verwendet) ist eine der Hierarchien in der Sprachtypologie, mit deren Hilfe sich einzelsprachliche grammatische Phänomene systematisch beschreiben lassen:
|                         |                         |                                           |            | allgemeine Nomen |        |          |
| Pronomina der 1. Person | Pronomina der 2. Person | Demonstrativa und Pronomina der 3. Person | Eigennamen | menschlich       | belebt | unbelebt |

Diese Hierarchie kommt z. B. bei dem grammatischen Phänomen der gespaltenen Ergativität zum Tragen, kann aber neben der Definitheit – je nach Sprache – auch für die differenzielle Objektmarkierung (DOM) relevant sein. Auch bei der Pragmatik des Dual (Grammatik) spielt die Hierarchie der Belebtheit und Deiktizität (1>2>3) eine gewichtige Rolle.
Je nach Sprache wechselt ab einem bestimmten Punkt in der Hierarchie eine bestimmte Kasus-Markierung mit einer anderen bzw. mit einer Null-Markierung. Je weiter links ein Nomen einzuordnen ist, desto „belebter“ ist der Referent des Nomens und umso höher ist sein Rang in der Hierarchie.